# George de Godzinsky
George de Godzinsky (5 de julio de 1914 – 23 de mayo de 1994) fue un compositor, director de orquesta y pianista finlandés ruso. Conocido sobre todo por su música schlager, de Godzinsky compuso también operetas y bandas sonoras cinematográficas.

## Biografía

### Inicios
Nacido en San Petersburgo, en aquel momento parte del Imperio ruso, su padre era Franciszek de Godzinsky, funcionario en esa ciudad, y su madre la pianista Maria Othmar-Neuscheller. Por parte de su padre tenía ascendencia polaca, checa, georgiana y rumana, y por parte de su madre sangre suiza y holandesa. Durante la Revolución rusa en 1917, la familia huyó a Finlandia y se estableció en Helsinki. En dicha ciudad se formó más adelante una banda con músicos expatriados aficionados, formando parte de la misma de Godzinsky a los 16 años de edad.
De Godzinsky estudió entre 1930 y 1937 en el Conservatorio de Helsinki, teniendo como maestros a Selim Palmgren, Erkki Melartin y Erik Furuhjelm; al tiempo que estudiaba, de Godzinsky tocaba como pianista de ensayo en la Ópera Nacional de Finlandia. 

### Carrera artística

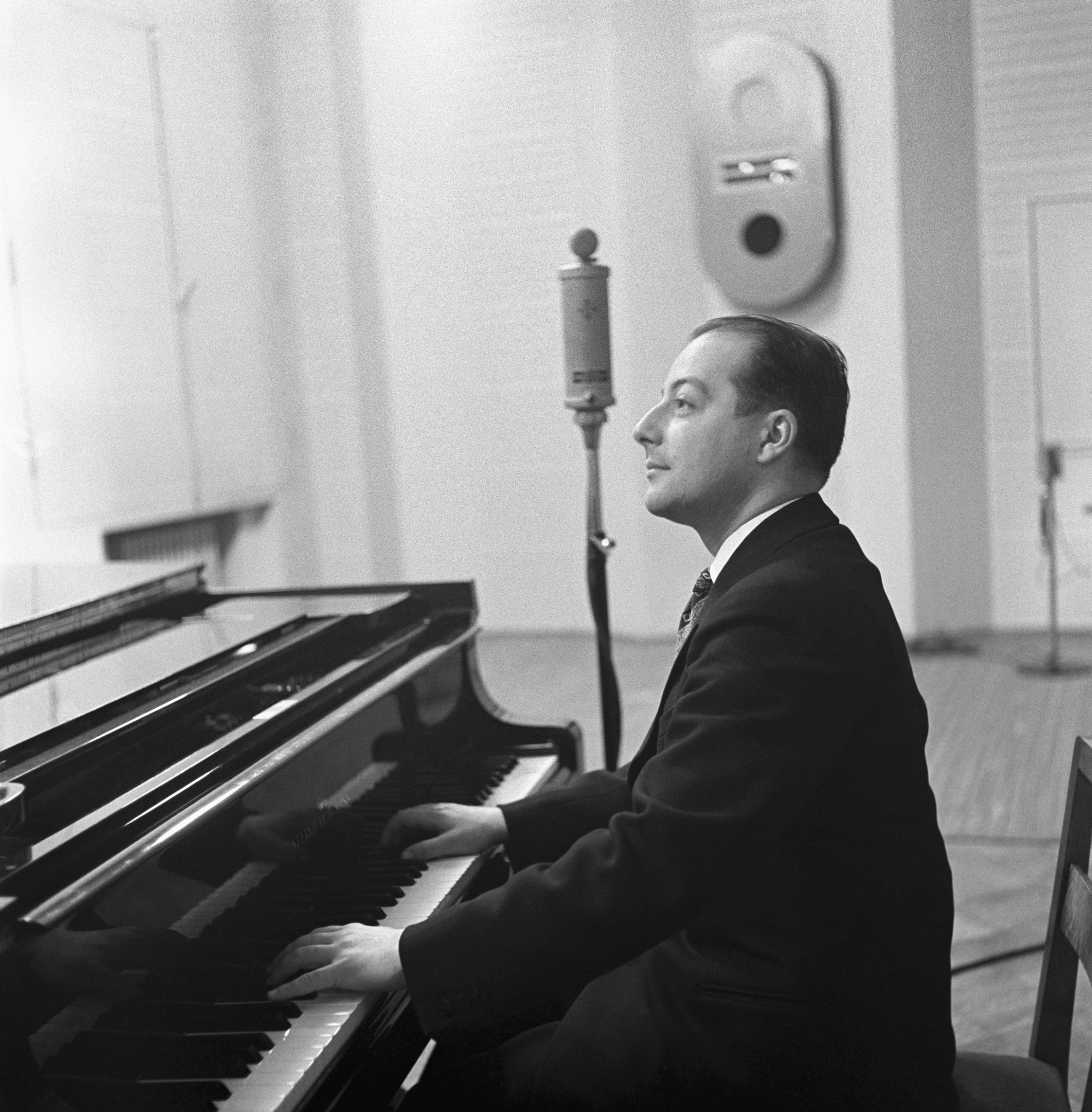
De Godzinsky hacia 1935

La carrera musical del artista cobró impulso cuando participó en una gira por el Extremo Oriente del cantante de ópera Fiódor Chaliapin en 1935–1936, tocando en 57 conciertos en Manchuria, China y Japón. 
A partir de 1938 de Godzinsky trabajó como director, representando operetas, ballets y óperas en instituciones como el Teatro Sueco, el Kansan Näyttämö de Helsinki, el Teatro Dramaten de Estocolmo y el Suuressa teatteri de Gotemburgo. Fue también director de la orquesta radiofónica Radion viihdeorkesteri en 1953–1980. Su período como director invitado de la Ópera Nacional de Finlandia y del Ballet Nacional de Finlandia culminó con giras del ballet en 1959–1965 por los Estados Unidos, Bergen, Varsovia y París. Fue igualmente director del Festival de la canción de Eurovisión en Finlandia entre 1961 y 1965, dirigiendo las melodías presentadas por su país. La última gran producción dirigida por él fue la ópera representada en 1977 en Lahti Porgy y Bess.
Además de por su carrera como director, de Godzinsky fue conocido como compositor y músico de entretenimiento. Entre 1936 y 1943 fue arreglista de las Harmony Sisters, y entre 1955 y 1977 del Kipparikvartetti. Fue también arreglista de las canciones de Olavi Virta "Hurmio", "Kaksi ruusua", "Kylmät huulet", "Rakkauden muisto", "Romanesca", "Saavuthan jälleen Roomaan", "Sateenkaaren tuolla puolen", "Sinitaivas", "Tango Poesie", "Yön kulkija" y "Öiset kitarat". De sus composiciones, son conocidas ”Äänisen aallot”, ”Katupoikien laulu”, ”Sulle kauneimman lauluni laulan”, ”Sulle salaisuuden kertoa mä voisin” y ”Pohjolan yö”.
Como compositor de bandas sonoras, de Godzinsky compuso música para 64 largometrajes, colaborando con directores como Valentin Vaala (Vuokrasulhanen en 1945, Viikon tyttö en 1946 y Gabriel, tule takaisin en 1951), Ilmari Unho (Kuollut mies rakastuu en 1942, Kolmastoista koputus en 1945 y Kilroy sen teki en 1948) y Nyrki Tapiovaara (Varastettu kuolema en 1938 y Miehen tie en 1940).

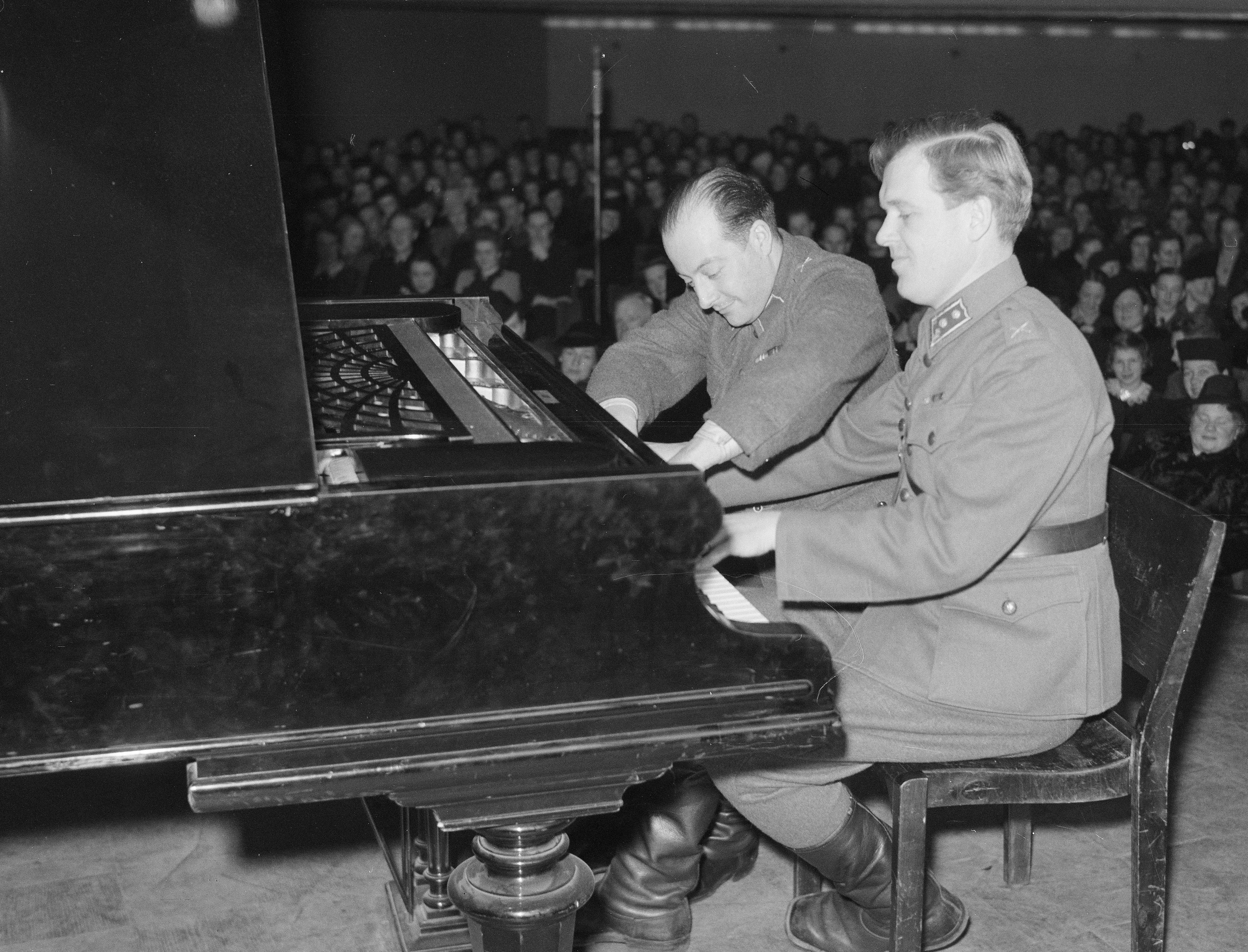
El Soldado George de Godzinsky (a la der. del piano) y el Teniente Nils-Eric Fougstedt actuando durante la Guerra de continuación en 1943

Por su trayectoria artística, de Godzinsky fue premiado en 1975 con la Medalla Pro Finlandia. En 1981 recibió el Premio Estatal de Compositores, y fue nombrado por el presidente de la República Profesor en 1985. Además, recibió en 1994, el año de su muerte, la Estatua Emma.

### Vida personal
George de Godzinsky estuvo casado entre 1944 y 1973 con Elisabeth Urbanowicz. En 1973 volvió a casarse, siendo su nueva esposa Taineli Martola. Tuvo tres hijos: Christian de Godzinsky, Andrej de Godzinsky y el músico Robert de Godzinsky.
De Godzinsky falleció en  Helsinki en el año 1994, y fue enterrado en el Cementerio de Hietaniemi de dicha ciudad.